# Pseudepipona splendens
Pseudepipona splendens är en stekelart som beskrevs av Giordani Soika. Pseudepipona splendens ingår i släktet Pseudepipona och familjen Eumenidae. Inga underarter finns listade i Catalogue of Life.